# Lumiar
Pour la station de métro, voir Lumiar (métro de Lisbonne).
Lumiar est une freguesia de Lisbonne.

## Lieux

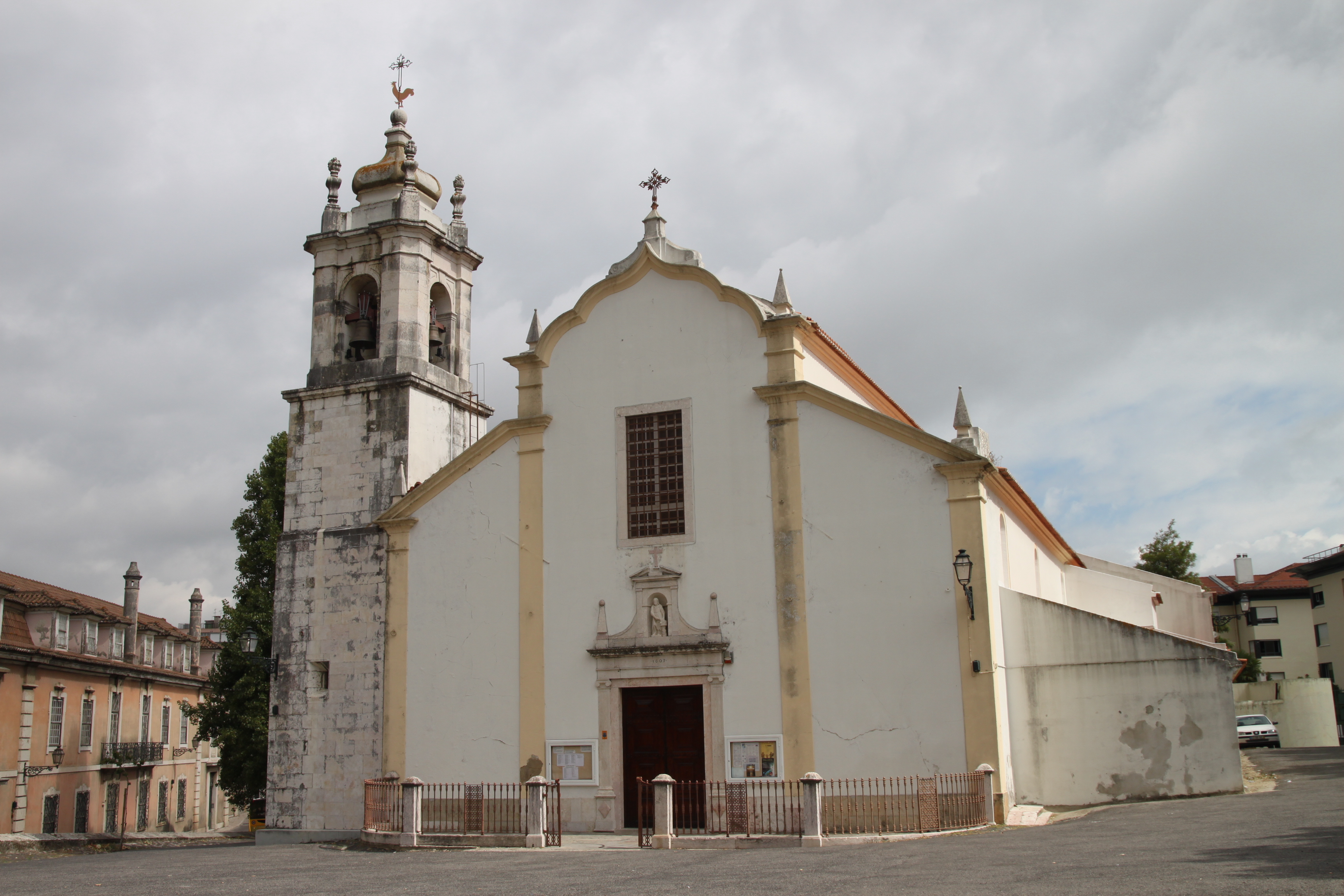
L'église Saint Jean-Baptiste.

- Parc Botanique de Monteiro-Mor
- Musée National du Costume
- Eglise Saint-Jean-Baptiste